# Bras de Pontho
Le Bras de Pontho est un lieu-dit de l'île de La Réunion, département d'outre-mer français dans le sud-ouest de l'océan Indien. Il constitue un quartier de la commune du Tampon.
Un sentier de randonnée, le sentier Dassy, relie cette localité à l'Entre-Deux par le Bras de la Plaine.